# Effet Ting Hai
L'effet Ting Hai (丁蟹效應), aussi appelé effet Adam Cheng, est une légende urbaine hongkongaise prétendant que la sortie d'un film ou téléfilm avec l'acteur Adam Cheng provoquerait une chute brutale et inexpliquée de la bourse de Hong Kong. Elle est prise au sérieux par les courtiers en valeurs mobilières qui anticipent une chute du marché à chaque sortie d'un film ou d'une série avec Adam Cheng en vedette depuis la diffusion de la série télévisée The Greed of Man en 1992 (« Ting Hai » étant le nom du principal protagoniste, interprété par Adam Cheng).
En 2004, un rapport du Crédit lyonnais sur la chute de 10 % de l'index Hang Seng après la diffusion de la nouvelle série de Cheng, Blade Heart (en), conclut que : « Bien qu'aucune raison logique ne puisse être trouvée, le pouvoir prédictif de l'effet Adam Cheng est mystérieusement précis ».

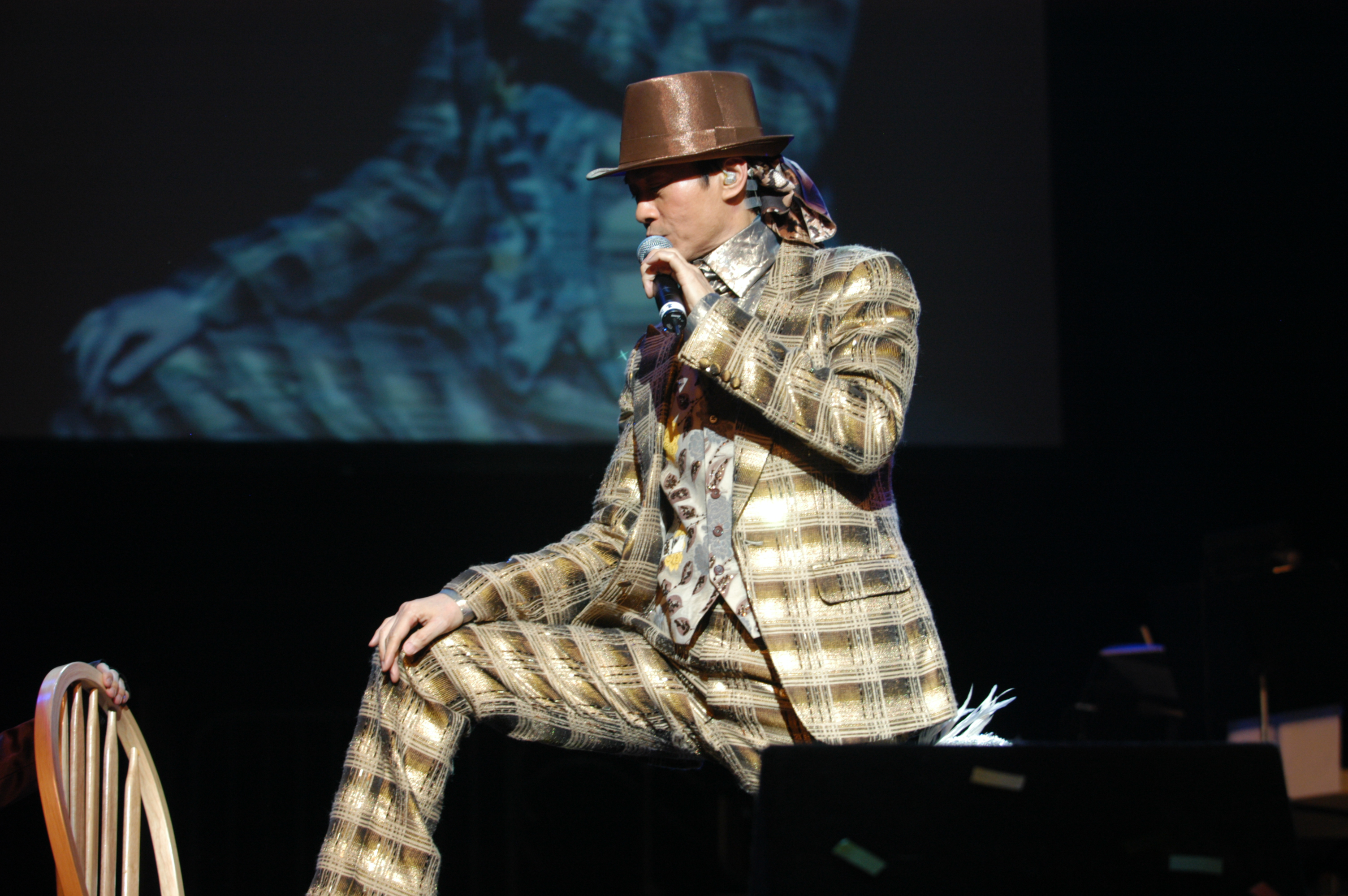
Adam Cheng

## Origine
Fin 1992, la série télévisée The Greed of Man est diffusée à Hong Kong sur TVB. Le sujet de ce drama est essentiellement le marché boursier, mettant en scène des intrigues avec des personnages principaux souhaitant s'enrichir par le biais de transactions sur le marché. Ting Hai (Adam Cheng), le principal protagoniste, gagne une immense fortune avec ses quatre fils avec la vente à découvert et d'actions durant une baisse générale du marché boursier. Beaucoup de personnes font faillite, mais la famille Ting devient de plus en plus riche jusqu'à sa ruine finale par le protagoniste Fong Chin-bok (Lau Ching-wan). La déchéance de la famille Ting pousse Ting Hai à jeter ses quatre fils adultes par une fenêtre du bâtiment de la bourse avant de sauter juste après. Cette scène macabre est désormais perçue comme une malédiction sur le marché boursier qui se reproduit chaque fois qu'une série télévisée avec Adam Cheng dans le rôle principal est diffusée.
On peut retrouver l’effet Ting Hai avant même The Greed of Man comme en 1973 lorsque Cheng joue dans Romance in the Rain, un drama de TVB basée sur un roman de Chiung Yao (en). Cette année-là, le marché boursier de Hong Kong chute effectivement de 91,53 %.

## Occurrences
Au début, l’effet Ting Hai se produit chaque fois que The Greed of Man ou sa suite, Divine Retribution (en), est diffusé à Hong Kong. Cependant, il est plus tard observé que le phénomène se produit également à la sortie d'un nouveau film ou d'une série télévisée mettant en vedette Adam Cheng.

### Années 1990
- Octobre 1992 : The Greed of Man est diffusé sur TVB. L'index Hang Seng chute de 598 à 600 points[2],[7].
- Novembre 1994 : Instinct (en) est diffusé sur TVB. L'index Hang Seng chute de plus de 2000 points[2].
- Septembre 1996 : Once Upon a Time in Shanghai (en) est diffusé sur TVB. L'index Hang Seng chute de plus de 300 points[2].
- Juin 1997 : Cold Blood Warm Heart (en) est diffusé sur TVB. L'index Hang Seng accumule 735 points de chute[2].
- Décembre 1997 : Legend of Yung Ching est diffusé. L'index Hang Seng chute de 1,4 %[8].
- Juin 1999 : Lord of Imprisonment est diffusé. L'index Hang Seng chute de 6,5 %[8].

### Années 2000
- Septembre 2000 : Divine Retribution est diffusé sur TVB. En raison de l'éclatement de la bulle Internet au début de l'année, l'index Hang Seng accumule 1715 points de chute, conduisant à des chutes sur d'autres marchés boursiers à travers le monde[2].
- Mars 2004 : Blade Heart (en) est diffusé. L'index Hang Seng chute de 550 points en trois jours en raison des prix élevés du pétrole et de l'instabilité au Moyen-Orient[2].
- Octobre 2004 : The Conqueror's Story (en) est diffusé. L'index Hang Seng chute de 198 points le jour du premier épisode[2].
- Mars 2005 : The Prince's Shadow (en) est diffusé. Le 14 mars, l'index Hang Seng chute de 100 points avant midi mais remonte de 90 points à la fin de la journée[9].
- Juillet 2007 : Return Home est diffusé. L'index Hang Seng chute de 1165 points[10].
- 30 mars 2009 : The King of Snooker (en) est diffusé. L'index Hang Seng chute de 663,17 points[2].

### Années 2010
- 21 mai 2012 : Master of Play (en) est diffusé sur TVB. L'index Hang Seng chute de 10 %[11].
- 4 avril 2013 : Saving General Yang (en) est diffusé à Pékin. L'index Hang Seng chute de 610 points le lendemain de la première[12].
- 20 avril 2015 : The Greed of Man est rediffusé sur TVB, suivi peu après de Divine Retribution sur ATV. L'index Hang Seng chute de 558,19 points le premier jour de la rediffusion[13].

## Exceptions
Il y a eu quelques fois où l'effet Ting Hai ne s'est pas produit. En avril 2006, quand Bar Bender (en) est diffusé sur TVB, l'indice Hang Seng a soudainement augmenté de 258 points. L'indice a également augmenté durant la diffusion des séries suivantes : Chor Lau-heung (en) (1995), The Driving Power (2003), et The Conqueror's Story (en) (2004).

## Postérité
L'effet Ting Hai a provoqué une attention particulière de la presse sur Adam Cheng. En outre, lorsque certains films ou séries télévisées avec Cheng dans le rôle principal sont sur le point d'être diffusés, certains courtiers en valeurs mobilières et investisseurs à Hong Kong anticipent une chute du marché. Cheng dit ne pas croire à cette superstition.
Certains investisseurs affirment que l’effet n’est rien d’autre qu’une série de coïncidences et n’est rien de plus qu’un effet de prophétie autoréalisatrice, mais le phénomène est également considéré par certains comme plus qu'une coïncidence.